# Monumentul funerar al lui E. M. Gorceacov (Otaci)
Monumentul funerar al lui E. M. Gorceacov este un monument amplasat în Otaci, raionul Ocnița, Republica Moldova. Este un monument de artă de importanță națională inclus în Registrul monumentelor Republicii Moldova ocrotite de stat cu nr. 1662 (raionul Ocnița). Datează din 1854.